# Fuji T-5
Fuji T-5 hay KM-2Kai là một phi cơ huấn luyện động cơ tuốc bin cánh quạt chủ lực của Nhật Bản, được phát triển từ mẫu Fuji KM-2. Học viên và người hướng dẫn ngồi cạnh nhau trong khoang lái.

## Thiết kế và phát triển
Chiếc Fuji T-5 được phát triển bởi Fuji Heavy Industries nhằm thay thế cho máy bay động cơ piston Fuji KM-2 (bản thân chiếc này phát triển từ phi cơ Beechcraft T-34 Mentor) trong vai trò máy bay huấn luyện chủ lực của Lực lượng phòng vệ biển Nhật Bản. Fuji so với KM-2 được cải tiến động cơ turboprop Allison Model 250 thay cho động cơ piston Lycoming, cho ra đời mẫu KM-2D cất cánh lần đầu vào ngày 28 tháng 6 năm 1984  và cấp chứng nhận bay vào ngày 14 tháng 2 năm 1985. Mẫu KM-2Kai là phiên bản cải tiến của KM-2D, với khoang lái hiện đại hai ghế ngồi hàng ngang và nắp capo dạng trượt, thay vì dạng cửa bên của mẫu KM-2  (cửa bên vẫn được giữ lại trên mẫu KM-2D).
T-5 là một máy bay một tầng cánh thấp kim loại nguyên khối sử dụng động cơ tuốc binh phản lực 3 cánh quạt vận tốc cố định Allison 250-B17D. Máy bay có 3 bánh đáp có thể đưa vào, một ở mũi máy bay và hai bên cánh. Mẫu T-5 có khoang cabin kín với nắp capo dạng trượt và 2 ghế ngồi hàng ngang, dùng chế độ điều khiển đôi, ở phiên bản thao diễn và bốn ghế ngồi ở phiên bản đa dụng.

## Lịch sử hoạt động
Chiếc KM-2Kai được JMSDF đặt hàng dưới cái tên T-5 vào tháng 3 năm 1987, và việc bàn giao KM2-Kai cho Lực lượng phòng vệ Nhật Bản bắt đầu vào năm 1988, với số lượng 40 chiếc. Dòng máy bay T-5 nằm trong biên chế Phi đoàn Huấn luyện 201 đóng tại Sân bay Ozuki. Và mẫu tiền nhiệm KM-2 bị loại biên.

## Bên sử dụng
Nhật Bản
- Lực lượng Phòng vệ Biển Nhật Bản

## Specifications (T-5)
Dữ liệu lấy từ Jane's Aircraft Recognition Guide 
Đặc điểm tổng quát
- Kíp lái: 2: student, instructor
- Chiều dài: 8.4 m (27ft8in)
- Sải cánh: 10 m (32ft11in)
- Chiều cao: 2.9 m (9ft8in)
- Diện tích cánh: 16.5 m2 [2] (178 ft2)
- Kết cấu dạng cánh: NACA 23016.5/23012 (root/tip) [5]
- Trọng lượng rỗng: 1,082 kg (2,385 lb)
- Trọng lượng cất cánh tối đa: 1,805 kg (3,979 lb)
- Động cơ: 1 × Allison Model 250-B17D turboprop, 261 kW (350 hp)

 Hiệu suất bay 
- Tốc độ không vượt quá: 413 km/h (223 knots, 256 mph)
- Vận tốc cực đại: 357 km/h (193 knots, 222 mph) at 2,440 m (8,000 ft)
- Vận tốc hành trình: 287 km/h (155 knots, 178 km/h)
- Vận tốc tắt ngưỡng: 104 km/h [5] (56 knots, 65 mph) (flaps down)
- Tầm bay: 945 km (510 nm, 587 mi)
- Trần bay: 7,620 m (25,000 ft)
- Vận tốc lên cao: 8.6 m/s (1,700 ft/min)

Trang bị vũ khí

- None fitted as standard